# ペンシルベニア州立クッツタウン大学
ペンシルベニア州立クッツタウン大学（英語: Kutztown University of Pennsylvania）は、ペンシルベニア州バークス郡クッツタウンにある州立大学。14校で構成されるペンシルベニア州高等教育システムのうちの1つ。また、アメリカ合衆国教育省とミドル・ステート・アソシエーション（Middle States Association of Colleges and Schools）から公認を受けている。クツタウン大学、カッツタウン大学とも表記される。

## 概要
1866年9月15日、キーストン師範学校（Keystone State Normal School）として設立。1928年にクッツタウン州立教員養成大学(Kutztown State Teacher's College)となり、1960年にクッツタウン州立大学（Kutztown State College）となる。1983年7月1日、ペンシルベニア州立クッツタウン大学（Kutztown University of Pennsylvania）となった。
現在は、リベラルアーツや科学や視覚芸術やビジネスなどを学ぶことができる。
大学のスポーツチームにはゴールデンベアーズ（en:Kutztown Golden Bears）の名称が使われている。
メジャーリーガーのライアン・ボーグルソンはOBである。

## 統計
2007年現在、下記のとおり。
教授552人
スタッフ563人
学部生9189人
大学院生1004人
キャンパス面積1.32 km2